# Mary Ann Gomes
Mary Ann Gomes est une joueuse d'échecs indienne née le 19 septembre 1989. Au 1er décembre 2018, elle est la neuvième joueuse indienne avec un classement Elo de 2 296 points.

## Biographie et carrière
Mary Ann Gomes a remporté le championnat d'Asie dans les catégories moins de 16 ans (en 2005) et moins de 20 ans (en 2006, 2007 et 2008).
Elle a participé à quatre championnats du monde junior féminins de 2006 à 2009. En 2008, elle finit à la deuxième place ex æquo avec trois autres joueuses et quatrième au départage. 
Elle est grand maître international féminin depuis 2008 et a remporté trois fois de suite le championnat d'Inde féminin (en 2011, 2012 et 2013). En 2012, elle finit deuxième du championnat d'Asie d'échecs, puis troisième l'année suivante. Lors du championnat du monde d'échecs féminin de 2015, elle fut éliminée au premier tour par la Russe Tatiana Kosintseva.
Mary Ann Gomes a représenté l'Inde lors de quatre olympiades féminines de 2006 à 2014, remportant la médaille d'argent individuelle au cinquième échiquier en 2008. Elle a également remporté la médaille de bronze individuelle au quatrième échiquier lors du championnat du monde d'échecs par équipes de 2013.